# Aplocera rosacea
Aplocera rosacea là một loài bướm đêm trong họ Geometridae.